# Emilio Eduardo Massera
Emilio Eduardo Massera (Paraná, 19 de octubre de 1925-Buenos Aires, 8 de noviembre de 2010) fue un militar y dictador argentino, que entre 1976 y 1978, junto con Jorge Rafael Videla y Orlando Ramón Agosti, formó parte de la dictadura autodenominada «Proceso de Reorganización Nacional» de Argentina, y también fue miembro de la logia italiana anticomunista Propaganda Due (P2). Durante el Juicio a las Juntas, fue destituido y condenado a reclusión perpetua e inhabilitación absoluta, como autor responsable de los delitos de homicidio agravado por alevosía, privación ilegítima de la libertad calificada por violencia, tormentos reiterados, y robo. Falleció a los 85 años, sin haberse arrepentido de sus crímenes.

## Familia
Proveniente de una familia católica, Emilio Massera nació en la ciudad entrerriana de Paraná, hijo de Emilia Argentina Padula y Emilio Massera, que era ingeniero, y nieto de inmigrantes provenientes de la parte italiana de Suiza. Vivió su adolescencia en la ciudad de La Plata, y finalizó sus estudios secundarios en el Colegio Nacional de La Plata.
Estaba casado con Delia Esther Vieyra, con quien tuvo dos hijos: Eduardo Enrique y Emilio Esteban. Sin embargo era hombre de la noche, y le gustaba mostrarse en sitios de moda como Mau Mau. Massera era conocido por su atractivo y seducción hacia las mujeres. Se le conocieron numerosas amantes, entre ellas había vedettes, actrices y hasta la esposa de una sus víctimas, la señora de Branca.
En julio de 2010, la prensa dio a conocer un controvertido informe de la Dirección de Inteligencia Nacional de Chile, producido durante la dictadura de dicho país, y según el cual Massera habría tenido como amante a la actriz, modelo y vedette Graciela Alfano, a fines de la década de 1970.

## Carrera militar
A los 17 años de edad, una vez terminada su educación secundaria, y convencido por su padre, ingresó en 1942 a la Escuela Naval Militar.
Massera egresó en 1946 con el rango de guardiamarina en el puesto 10 de la promoción 73 y más adelante sería alumno de la Escuela de las Américas y del Inter-American Defense College de Washington, donde recibiría formación en «guerra antisubversiva». De regreso a la Argentina, durante la presidencia de Juan Domingo Perón cumplió destino en el Ministerio de Marina, y luego en el Servicio de Inteligencia Naval hasta que fue ascendido al rango de capitán de navío y nombrado comandante de la fragata ARA Libertad (Q-2).
El 6 de diciembre de 1973, Massera, que era peronista según Susana Viau, fue nombrado comandante general de la Armada por el presidente Juan Domingo Perón, por recomendación de Lorenzo Miguel y López Rega, siendo el marino más joven de la historia naval argentina en alcanzar ese cargo, nombramiento que obligaba al retiro de catorce oficiales superiores, y continuó en el cargo más tarde, cuando al general Perón lo sucedió su viuda, María Estela Martínez. Fue promovido por el Congreso y el presidente a la jerarquía de almirante el 13 de agosto de 1974.
Durante su carrera fue condecorado por los gobiernos de Chile, Ecuador, Brasil, Paraguay, Bolivia, Perú, Venezuela, Estados Unidos, Taiwán, Colombia, Corea, España, Gabón, Guatemala, México, Nicaragua, Sudáfrica, y Uruguay. Fue miembro de la Comisión Directiva del Centro Naval e Instituto de Publicaciones Navales, socio honorario de la Liga Naval Argentina, miembro académico del Instituto de Ciencias Políticas de la Facultad de Derecho y Ciencias Sociales de la Universidad de Buenos Aires, doctor honoris causa de la Universidad John F. Kennedy, periodista honoris causa del Instituto Latinoamericano de Intercambio Periodístico, doctor honoris causa de la Universidad del Salvador, entre otros reconocimientos.

### Comandante de la Armada Argentina
Massera asumió la comandancia de la Armada Argentina el 6 de diciembre de 1973. Así, quedaba formada la "cúpula" militar junto con el teniente general Leandro Anaya en Ejército y el brigadier Héctor Fautario en Fuerza Aérea. Su gestión como comandante de la Armada Argentina estuvo enmarcada por disputar la preponderancia política al Ejército.
Tras la muerte del presidente Perón, precipitó un deterioro de su vínculo con el gobierno. En especial la disputa con el ministro López Rega. En julio de 1975 esto se puso de manifiesto con la ruptura entre ambos, y el regreso de López Rega a España.
La lucha contra la "subversión" era el punto de unión entre las tres armas. Con el ascenso de Jorge Rafael Videla al comando general del Ejército en agosto de 1975 y el de Orlando Ramón Agosti a Fuerza Aérea en diciembre de 1975, quedaba alineada la "cúpula" militar. Estaba perfectamente lograda la coherencia entre las armas. Así, durante el verano de 1976 las secretarías generales de las Fuerzas Armadas diseñaron el plan golpista. Por la fuerza naval representaba una suerte de gabinete formado por capitanes de Massera.

### Ascensos
- 1942: Escuela Naval Militar
- 1946: Guardiamarina
- ????: Teniente de Corbeta
- ????: Teniente de Fragata
- ????: Teniente de Navío
- ????: Capitán de Corbeta
- ????: Capitán de Fragata
- ????: Capitán de Navío
- ????: Comodoro
- ????: Contralmirante
- ????: Vicealmirante
- 1974: Almirante

## Proceso de Reorganización Nacional
El 24 de marzo de 1976, Massera lideró junto con Teniente General Jorge Rafael Videla y el Brigadier General Orlando Ramón Agosti, el golpe de Estado que derrocó al gobierno de Isabel Perón. Esta dictadura cívico-militar, en la cual Massera participó como uno de los ideólogos y planificadores, provocó la desaparición de unas 8.961 (según cifras oficiales de la CONADEP) a 30.000 (según organismos de derechos humanos) personas, entre muertos y desaparecidos. La Escuela de Mecánica de la Armada (ESMA), bajo la dirección de Massera, fue uno de los centros de detención más grandes y notorios del país, de lo que los juicios y los liberados posteriormente han dado cuenta de las sanguinarias prácticas que se llevaban a cabo en dicha institución. Allí funcionaba el famoso Grupo de Tareas 3.3, creado por el Almirante. 
Pese a ser miembro de la Junta Militar, Massera rivaliza desde antes del golpe con Videla ya que Massera  ansiaba la presidencia de la nación. Consideraba a Videla y Roberto Viola como representantes una «línea blanda» de las Fuerzas Armadas proclive a ceder prontamente el poder a los civiles, por lo que se dedicó a sembrar intriga en la misma Junta y en la prensa extranjera, culpando a Videla de los desaparecidos. Su deseo por ser presidente crea un bando rival a la «línea blanda» de Videla y Viola deseando obtener un espacio ante una eventual apertura política, oponiéndose a las políticas económicas de José Alfredo Martínez de Hoz, y en contraposición a la «línea dura» de las Fuerzas Armadas conformada por Carlos Guillermo Suárez Mason y Luciano Benjamín Menéndez. Este par de generales comandaban los más grandes centros clandestinos de detención, también opuestos a las políticas económicas de Martínez de Hoz, y siendo además enemigos de cualquier salida democrática y apertura política pero irónicamente apoyando a Massera. Igualmente Massera estableció en París, el «centro piloto» para perseguir a los argentinos exiliados además de designar a Alfredo Astiz para infiltrarse en las Madres de Plaza de Mayo. Todo a la espera de que Videla le entregase el poder.
Massera se separó del gobierno el 15 de septiembre de 1978 cuando pasó a retiro y nombró como comandante en jefe de la Armada al vicealmirante Armando Lambruschini, quien automáticamente ascendió a almirante aunque su lugar en la Junta fue ocupado por Viola. Massera aún apartado del poder comienza su proyecto político; crea el Partido para la democracia social apoyado por su diario Convicción cuyos colaboradores eran periodistas detenidos en la ESMA. Aún le faltaban dos años para terminar su Comandancia para dedicarse a la política ante un eventual llamado a elecciones.
En 1981 la Comandancia del almirante Lambruschini estaba por terminar. El sucesor fue el vicealmirante Jorge Isaac Anaya, lo cual significó una influencia importante de Massera en los asuntos internos de la Armada.

## Causas judiciales
Tras el fin de la dictadura fue investigado por el organismo creado ad hoc específicamente encargado de la instrucción sobre el terrorismo de Estado, la CONADEP; el 16 de enero de 1983 se presenta como candidato a presidente de la Nación por el Partido para la Democracia Social, pero el 21 de junio del mismo año es detenido por el juez federal Oscar Mario Salvi por la presunta participación en la desaparición del empresario Fernando Branca, con lo que fue así imposibilitado para participar de la contienda electoral.
El 22 de abril de 1985 fue juzgado por violaciones a los derechos humanos, asesinato, tortura y privación ilegal de la libertad, y condenado a prisión perpetua y pérdida del grado militar por los siguientes delitos: 3 homicidios con alevosía, 12 tormentos, 69 privaciones ilegales de libertad, 7 robos, 17 desnudos públicos y 3 vandalismos pueriles. El 29 de diciembre de 1990 fue indultado por el entonces presidente Carlos Saúl Menem y recuperó la libertad hasta 1998, cuando fue nuevamente puesto en prisión preventiva por causas relativas al secuestro y denegación de identidad a menores durante su gobierno por la jueza María Servini de Cubría que se basaba en que la apropiación de menores y los restantes cargos imputados por estar considerados delitos contra la humanidad no prescriben.
En 2001 el juez federal Gabriel Cavallo declaró anticonstitucionales las leyes de Punto Final y Obediencia Debida, que habían paralizado los juicios contra militares de rango inferior al de coronel durante los quince años anteriores.
En diciembre de 2002, tras el estallido de un aneurisma cerebrovascular, fue ingresado en el Cirujano Mayor Dr. Pedro Mallo. Las secuelas del mismo llevaron a que el 17 de marzo de 2005 fuese declarado incapaz por demencia, y se suspendieran las causas en su contra.
En 2009 comenzó un juicio en ausencia por la muerte de tres italianos durante la dictadura.
El 31 de agosto de 2010 la Corte Suprema de Justicia, confirmando las sentencias de tribunales inferiores, resolvió que el indulto que recibió del entonces presidente Menem no fue constitucional y la condena que anuló debía ser cumplida efectivamente.

### El caso Branca
El 28 de abril de 1977, el empresario Fernando Arturo Branca, un exmiembro del Servicio Penitenciario, mayorista de papel reciclado y propietario en Rauch de tres mil hectáreas sembradas con lino desapareció misteriosamente cuando se encontraba en camino a encontrarse con el almirante Massera para navegar en su yate. La cita estaba pactada para las 15 horas y tras salir de sus oficinas de trabajo, Branca regresó al inmueble que compartía con su expareja Martha Rodríguez-McCormack y le dijo, preocupado, que sentía que lo estaban persiguiendo. De hecho, alguien lo llamó para recordarle que lo esperaban en el Apostadero Naval de San Fernando para pasear en el yate del jefe naval. Sin embargo salió en su vehículo rumbo al norte del conurbano. En ese trayecto se estima que fue interceptado y encañonado por Eduardo Invierno y el teniente de fragata Jorge Carlos Radice. Llegada la noche se desconocía el paradero del empresario y un ayudante de Massera llamó a la oficina del empresario preguntando el motivo la su ausencia a la cita pactada con el jefe naval. Lo propio hizo con la pareja de Branca, Cristina Larentis. La mujer se puso en contacto con el círculo íntimo del empresario y los puso al corriente de los sucesos. Ese grupo de amigos de Branca pidió audiencia inmediata con el comandante de la Armada para solicitar su colaboración. Munidos con una vasta documentación fueron recibidos por el almirante que los derivó, garantizando que colaborarían, con dos subordinados suyos quienes resultaron ser el jefe del Servicio de Inteligencia Naval Eduardo Invierno y el Teniente de Fragata Jorge Radice. Jamás recibieron la documentación que aportaron. Mientras Invierno y su asistente Radice comienzan las "investigaciones" infructuosas, es el propio capitán Invierno quien comienza una telaraña de enajenación de bienes de Fernando Branca en Argentina y Estados Unidos, mediante las oportunas y necesarias firmas del propio Fernando Branca (que ya estaba desaparecido).
Massera intercedió ante el contralmirante contador Andrés Covas, puesto por él en la presidencia del Banco Central, para que autorizara una transferencia internacional por 1 600 000 dólares, para poder comprar los campos de Branca. Massera utilizaba un departamento de la calle Darragueyra, que su padre había comprado a la locutora y exmodelo Teté Coustarot, para sus encuentros con amantes, citas protegidas por su numerosa custodia. Allí admitió haber estado Martha Rodríguez McCormack, esposa de Fernando Branca y amante de Massera.
Branca tenía vínculos económicos con Massera, y quienes lo relacionan a este con su desaparición plantean tanto la hipótesis de que su socio quiso defraudarlo -al desaparecer era propietario de dos departamentos en Estados Unidos y al menos uno de ellos pasó a su primera mujer- como la de su relación amorosa con la esposa de Branca, aunque lo realmente importante era la parte económica.

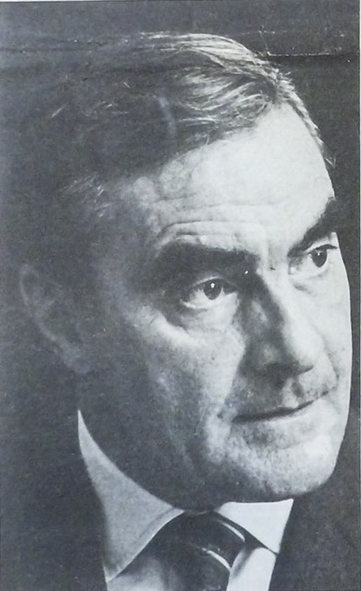
Massera en junio de 1983.

El 17 de junio de 1983, antes de finalizada la dictadura, fue procesado y detenido por este hecho.

### El caso Holmberg-Dupont
Massera fue responsable de la muerte de Holmberg y de Dupont. La diplomática Elena Holmberg fue secuestrada en 1978, en Buenos Aires, apenas había vuelto de París, en donde trabajaba en la embajada argentina. Fue secuestrada por el Grupo de Tareas 3.3.2 de la Escuela de Mecánica de la Armada y se responsabilizó a Massera por este hecho. Massera había ordenado su traslado a Buenos Aires. Su cadáver apareció más tarde en las aguas del Río Luján, en el Tigre. Elena Holmberg trabajaba en el Centro Piloto de la Marina Argentina para contrarrestar la campaña antiargentina en Francia. Holmberg había dicho que tenía una foto de Massera con el dirigente montonero Mario Firmenich y le había contado a Videla de las relaciones entre Massera y la organización montonera. La reunión de Massera con el dirigente montonero se debía a un acuerdo entre la cúpula de la dictadura militar y esta organización guerrillera.
Marcelo Dupont era un publicista que apareció muerto luego de haberse arrojado a la calle desde las alturas de un edificio en construcción, en un aparente acto de suicidio. Pronto se dudó de tal versión, ya que el fallecido era hermano de Gregorio Dupont, quien intervino como testigo en el juicio por el asesinato de la diplomática Elena Holmberg. El cadáver de Marcelo Dupont mostraba marcas de estrangulación en vida, y se atribuyó a Massera participación en el hecho, tratándose de demostrar que Marcelo Dupont había sido apresado y luego arrojado al vacío por sicarios del almirante.

## Profesor honorario en la Universidad del Salvador
El 25 de noviembre de 1977 el rector de la Universidad del Salvador, Francisco José Piñón (perteneciente a la agrupación peronista Guardia de Hierro) le entregó el título de profesor honorario al almirante Emilio Eduardo Massera. El rector Piñón en el discurso de entrega dijo: "La Universidad del Salvador, comunidad de la Iglesia enraizada en la Nación Argentina, abrevando en las fuentes de la historia, encuentra su misión particular en la formación de conciencias superiores". La ceremonia de homenaje tuvo lugar en la sala de actos de la escuela Instituto Casa de Jesús, en la avenida Corrientes 4471. El entonces almirante Massera pronunció un discurso que comenzó de la siguiente manera: "Quiero agradecer en nombre de la armada el otorgamiento de esta importante distinción por parte de las autoridades de la Universidad del Salvador, distinción que he aceptado, exclusivamente, en la seguridad de que no se trata de un homenaje personal, sino de un homenaje a la Fuerza que tengo el honor de comandar." El evento fue filmado por equipos de la propia universidad y un fragmento de ese acto aparece en la película "La República Perdida". El acto fue cubierto por los principales periódicos nacionales que publicaron el discurso completo de Massera. Una de las hipótesis es que el otorgamiento del título honorífico a Massera fue producto de un favor devuelto a Massera ante el caso de la desaparición de los jesuitas Orlando Virgilio Yorio y Franz o Francisco Jalics en mayo de 1976, quienes finalmente fueron liberados por los marinos de la ESMA luego de meses de detención ilegal y torturas. Esta hipótesis se basa en los dichos posteriores de Francisco José Piñón quien contestó, cuando fue interpelado públicamente, que el acto de distinción a Massera se había realizado para "salvar vidas". Cabe mencionar que  el  principal de los jesuitas de ese entonces Jorge Bergoglio se entrevistó en dos ocasiones con  el almirante Massera a los efectos de interceder por Jalics y Yorio por lo cual posteriormente fue llamado por la justicia argentina a declarar.

## Massera y la P2
El nombre de Massera figuraba en la lista de 963 integrantes que la policía italiana encontró en 1981 al investigar las acciones de la logia masónica Propaganda 2 junto a otros prominentes personajes del ejército y la política argentina como José López Rega y Raúl Alberto Lastiri y numerosos industriales y políticos italianos, entre ellos Silvio Berlusconi. La logia, desde entonces declarada ilegal por el gobierno italiano y presuntamente disuelta, estaba bajo la dirección de Licio Gelli, un antiguo operador de Mussolini durante la Segunda Guerra Mundial, luego encargado por la CIA de mantener una red clandestina de operaciones anticomunistas. Gelli habría facilitado las relaciones de Massera con el Vaticano y Estados Unidos.

## Muerte
Internado en el Hospital Naval de Buenos Aires, Argentina, murió a los 85 años de edad como consecuencia de un paro cardiorrespiratorio, a las 16:10 del 8 de noviembre de 2010. Sin embargo, el deceso se dio a conocer a la prensa pasadas las 17. La noticia de su muerte circuló por Twitter antes que en los medios. Su apellido se convirtió en trending topic, en los asuntos del día con más referencias en el mundo.